# Médard Duchatelez
Médard E. Duchatelez (Pervyse, 30 mars 1862 - Oostkerke, 30 août 1947) fut un agriculteur et homme politique belge flamand membre du Parti catholique. 

## Fonctions politiques
- Conseiller communal (1892-1908) et échevin (1900-08) de Pervyse.
- Conseiller communal (1908) et bourgmestre (1912) de Oostkerke.
- Sénateur de l'arrondissement de Furnes-Dixmude-Ostende (1927-29) en suppléance de Auguste Hamman.

## Généalogie
- Il est fils de Jacobus (1821-1890) et Juliana Avereyn (1837-1892).
- Il épousa en 1896 Celine Ampe (1871-1901);
  - Ils eurent une fille : Maria (1899-1978).